# Italia en los Juegos Paralímpicos de Tokio 1964
Italia estuvo representada en los Juegos Paralímpicos de Tokio 1964 por un total de 19 deportistas, 14 hombres y cinco mujeres.

## Medallistas
El equipo paralímpico italiano obtuvo las siguientes medallas:
| Nombre                                    | Deporte                    | Evento                                         |
| ----------------------------------------- | -------------------------- | ---------------------------------------------- |
| Oro                                       |                            |                                                |
| Anna Maria Toso                           | Atletismo                  | Jabalina A femenino                            |
| Anna Maria Toso                           | Atletismo                  | Peso A femenino                                |
| Irene Monaco                              | Atletismo                  | Disco C femenino                               |
| Roberto Marson                            | Atletismo                  | Disco C masculino                              |
| Roberto Marson                            | Atletismo                  | Jabalina C masculino                           |
| Benincasa                                 | Atletismo                  | Peso C masculino                               |
| Anna Maria Toso                           | Esgrima en silla de ruedas | Florete individual femenino                    |
| Elena Monaco Irene Monaco Anna Maria Toso | Esgrima en silla de ruedas | Florete por equipos femenino                   |
| Roberto Marson Renzo Rogo Franco Rossi    | Esgrima en silla de ruedas | Espada por equipos masculino                   |
| Anna Maria Toso                           | Natación                   | 25 m libre supino incompleto clase 2 femenino  |
| Renzo Rogo                                | Natación                   | 25 m braza incompleta clase 2 masculino        |
| Renzo Rogo                                | Natación                   | 25 m libre supino incompleto clase 2 masculino |
| Francesco Deiana                          | Natación                   | 25 m braza completa clase 2 masculino          |
| Giovanni Ferraris Federico Zarilli        | Tenis de mesa              | Dobles B masculino                             |
| Plata                                     |                            |                                                |
| Anna Maria Toso                           | Atletismo                  | Disco A femenino                               |
| Anna Maria Toso                           | Atletismo                  | Maza A femenino                                |
| Roberto Marson                            | Atletismo                  | Maza C masculino                               |
| Roberto Marson                            | Atletismo                  | Eslalon clase abierta masculino                |
| Roberto Marson                            | Esgrima en silla de ruedas | Espada individual masculino                    |
| Roberto Marson                            | Esgrima en silla de ruedas | Sable individual masculino                     |
| Anna Maria Toso                           | Natación                   | 25 m braza incompleta clase 2 femenino         |
| Anna Maria Toso                           | Natación                   | 25 m libre prono incompleto clase 2 femenino   |
| Elena Monaco                              | Natación                   | 50 m braza incompleta clase 3 femenino         |
| Irene Monaco                              | Natación                   | 50 m libre prono incompleto clase 4 femenino   |
| Oliver Venturi                            | Natación                   | 25 m braza incompleta clase 2 masculino        |
| Francesco Deiana                          | Natación                   | 25 m libre prono completo clase 2 masculino    |
| Germano Pecchenino                        | Natación                   | 50 m libre supino clase especial masculino     |
| Silvana Martino Anna Maria Toso           | Tenis de mesa              | Dobles B femenino                              |
| Raimondo Longhi                           | Tiro con arco              | Ronda Columbia clase abierta masculino         |
| Bronce                                    |                            |                                                |
| Benincasa                                 | Atletismo                  | Disco C masculino                              |
| Borghese                                  | Atletismo                  | Maza B masculino                               |
| Carfagna                                  | Esgrima en silla de ruedas | Florete individual novel masculino             |
| Germano Pecchenino                        | Esgrima en silla de ruedas | Espada individual masculino                    |
| Roberto Marson Renzo Rogo Franco Rossi    | Esgrima en silla de ruedas | Sable por equipos masculino                    |
| Escapa                                    | Natación                   | 25 m braza incompleta clase 2 femenino         |
| Escapa                                    | Natación                   | 25 m libre prono incompleto clase 2 femenino   |
| Irene Monaco                              | Natación                   | 50 m braza incompleta clase 4 femenino         |
| Irene Monaco                              | Natación                   | 50 m libre supino incompleto clase 4 femenino  |
| Silvana Martino                           | Natación                   | 25 m libre supino completo clase 2 femenino    |
| Germano Pecchenino                        | Natación                   | 50 m braza clase especial masculino            |
| Renzo Rogo                                | Natación                   | 25 m libre prono incompleto clase 2 masculino  |
| Francesco Deiana                          | Natación                   | 25 m libre supino completo clase 2 masculino   |
| Franco Rossi                              | Natación                   | 50 m libre prono cauda equina masculino        |
| Giovanni Pische                           | Natación                   | 50 m libre prono completo clase 3 masculino    |
| Silvio Boscu                              | Natación                   | 50 m libre supino completo clase 5 masculino   |